# Centropus unirufus
Centropus unirufus е вид птица от семейство Cuculidae. Видът е почти застрашен от изчезване.

## Разпространение
Видът е разпространен във Филипините.